# Groupe A de la Coupe du monde de football 1998
Navigation
- A
- B
- C
- D
- E
- F
- G
- H

- 1/8e f.
- 1/4 f.
- 1/2 f.
- Finale

Le groupe A de la Coupe du monde 1998, qui se dispute en France du 10 juin au 12 juillet 1998, comprend quatre équipes dont les deux premières se qualifient pour les huitièmes de finale de la compétition.
Le premier de ce groupe affronte le deuxième du groupe B et le deuxième de ce groupe affronte le premier du groupe B.

## Classement
|   | Équipe  | Pts | J | G | N | P | Bp | Bc | Diff |
| 1 | Brésil  | 6   | 3 | 2 | 0 | 1 | 6  | 3  | +3   |
| 2 | Norvège | 5   | 3 | 1 | 2 | 0 | 5  | 4  | +1   |
| 3 | Maroc   | 4   | 3 | 1 | 1 | 1 | 5  | 5  | 0    |
| 4 | Écosse  | 1   | 3 | 0 | 1 | 2 | 2  | 6  | -4   |

| 1  | 10 juin 1998 | Brésil | 2 - 1 | Écosse  |
| 2  | 10 juin 1998 | Maroc  | 2 - 2 | Norvège |
| 17 | 16 juin 1998 | Écosse | 1 - 1 | Norvège |
| 18 | 16 juin 1998 | Brésil | 3 - 0 | Maroc   |
| 35 | 23 juin 1998 | Écosse | 0 - 3 | Maroc   |
| 36 | 23 juin 1998 | Brésil | 1 - 2 | Norvège |

## 1rejournée

### Brésil - Écosse
| Match d'ouverture                                  | Brésil                                      | 2 - 1   | Écosse             | Stade de France, Saint-Denis                        |                                                     |
| 10 juin 1998 · 17 h 30 · Historique des rencontres | ( Bebeto) César Sampaio 5e · Boyd 74e (csc) | (1 - 1) | 38e (pen.) Collins | Spectateurs : 80 000 Arbitrage : José García-Aranda | Spectateurs : 80 000 Arbitrage : José García-Aranda |
| 10 juin 1998 · 17 h 30 · Historique des rencontres | Rapport                                     |         |                    | Spectateurs : 80 000 Arbitrage : José García-Aranda | Spectateurs : 80 000 Arbitrage : José García-Aranda |

### Maroc - Norvège
| 10 juin 1998                       | Maroc                                           | 2 - 2   | Norvège                        | Stade de la Mosson, Montpellier                   |                                                   |
| 21 h 0 · Historique des rencontres | ( El Khalej) Hadji 37e · ( El Khalej) Hadda 60e | (1 - 1) | 45+1e (csc) Chippo · 61e Eggen | Spectateurs : 29 800 Arbitrage : Pirom Un-Prasert | Spectateurs : 29 800 Arbitrage : Pirom Un-Prasert |
| 21 h 0 · Historique des rencontres | Rapport                                         |         |                                | Spectateurs : 29 800 Arbitrage : Pirom Un-Prasert | Spectateurs : 29 800 Arbitrage : Pirom Un-Prasert |

## 2ejournée

### Écosse - Norvège
| 16 juin 1998                        | Écosse             | 1 - 1   | Norvège              | Stade de Bordeaux, Bordeaux                    |                                                |
| 17 h 30 · Historique des rencontres | ( Weir) Burley 66e | (0 - 0) | 46e H. Flo (Riseth ) | Spectateurs : 31 800 Arbitrage : László Vágner | Spectateurs : 31 800 Arbitrage : László Vágner |
| 17 h 30 · Historique des rencontres | Rapport            |         |                      | Spectateurs : 31 800 Arbitrage : László Vágner | Spectateurs : 31 800 Arbitrage : László Vágner |

### Brésil - Maroc
| 16 juin 1998                       | Brésil                                                                | 3 - 0   | Maroc | Stade de la Beaujoire, Nantes                     |                                                   |
| 21 h 0 · Historique des rencontres | ( Rivaldo) Ronaldo 9e · ( Cafu) Rivaldo 45+2e · ( Ronaldo) Bebeto 50e | (2 - 0) |       | Spectateurs : 35 500 Arbitrage : Nikolaï Levnikov | Spectateurs : 35 500 Arbitrage : Nikolaï Levnikov |
| 21 h 0 · Historique des rencontres | Rapport                                                               |         |       | Spectateurs : 35 500 Arbitrage : Nikolaï Levnikov | Spectateurs : 35 500 Arbitrage : Nikolaï Levnikov |

## 3ejournée

### Écosse - Maroc
| 23 juin 1998                       | Écosse  | 0 - 3   | Maroc                                                     | Stade Geoffroy-Guichard, Saint-Étienne       |                                              |
| 21 h 0 · Historique des rencontres |         | (0 - 1) | 23e Bassir (El Khalej ) · 46e Hadda (Hadji ) · 85e Bassir | Spectateurs : 30 600 Arbitrage : Ali Bujsaim | Spectateurs : 30 600 Arbitrage : Ali Bujsaim |
| 21 h 0 · Historique des rencontres | Rapport |         |                                                           | Spectateurs : 30 600 Arbitrage : Ali Bujsaim | Spectateurs : 30 600 Arbitrage : Ali Bujsaim |

### Brésil - Norvège
| 23 juin 1998                       | Brésil                 | 1 - 2   | Norvège                                        | Stade Vélodrome, Marseille                           |                                                      |
| 21 h 0 · Historique des rencontres | ( Denílson) Bebeto 78e | (0 - 0) | 83e T. A. Flo (Bjørnebye ) · 89e (pen.) Rekdal | Spectateurs : 55 000 Arbitrage : Esfandiar Baharmast | Spectateurs : 55 000 Arbitrage : Esfandiar Baharmast |
| 21 h 0 · Historique des rencontres | Rapport                |         |                                                | Spectateurs : 55 000 Arbitrage : Esfandiar Baharmast | Spectateurs : 55 000 Arbitrage : Esfandiar Baharmast |

## Buteurs
| Rang  | Joueur             | Buts |
| ----- | ------------------ | ---- |
| 1     | Bebeto             | 2    |
| 1     | Salaheddine Bassir | 2    |
| 1     | Abdeljalil Hadda   | 2    |
| 4     | César Sampaio      | 1    |
| 4     | Ronaldo            | 1    |
| 4     | Rivaldo            | 1    |
| 4     | Craig Burley       | 1    |
| 4     | John Collins       | 1    |
| 4     | Mustapha Hadji     | 1    |
| 4     | Dan Eggen          | 1    |
| 4     | Håvard Flo         | 1    |
| 4     | Tore André Flo     | 1    |
| 4     | Kjetil Rekdal      | 1    |
| CSC   | Tom Boyd           | 1    |
| CSC   | Youssef Chippo     | 1    |
| TOTAL | TOTAL              | 18   |